# Can Costa (Santa Maria de Palautordera)
Can Costa és una casa de Santa Maria de Palautordera (Vallès Oriental) protegida com a Bé Cultural d'Interès Local.

## Descripció
Es tracta d'un edifici entre parets mitgeres i coberta a dues vessants, amb carener paral·lel a la façana i un ràfec de teula força important, sustentat per bigues de fusta. Consta de planta baixa, pis i golfes. La planta baixa té dues portes d'accés d'obertura senzilla, amb sòcol que recorre tota la planta. En primer pis trobem dues obertures: una finestra d'arc rebaixat de mides petites i un finestral també d'arc rebaixat amb sortida a un balcó de pis motllurat. Aquesta mateixa motllura és la que marca la separació entre pisos. En canvi, les finestres de les golfes són simples obertures d'arc rebaixat i de mides encara més petites.